# Март Семнадцатого
Март Семнадцатого ― роман русского писателя Александра Солженицына. Продолжение романа «Октябрь Шестнадцатого», повествующего о российском обществе, находившемся на грани Революции 1917 года.
Март Семнадцатого повествует о февральской революции 1917 года.

## Содержание
Роман начинается с первых дней Февральской революции, длившейся с 8 по 12 марта 1917 года, когда император Николай II отбыл в Ставку, и в Петрограде начались протесты. Люди маршируют по улицам, грабят пекарни, бьют окна, не пускают трамваи. Кричат, что хотят хлеба. На следующий день, 9 марта, демонстрации возобновились с ещё большей интенсивностью. Рабочие бастуют. Полиция кажется бессильной. Губернатор Петрограда просит помощи у армии. 10 марта полицейский комиссар, пытавшийся отогнать толпу, был убит казаком. Казаки не колеблясь становятся на сторону демонстрантов. Но министр внутренних дел Александр Протопопов и другие члены правительства ошибаются, полагая, что это лишь мелкие инциденты.
11 марта демонстрации продолжились с новой силой. Полки, установленные в Петрограде, получают приказ помочь полиции. Некоторым солдатам приказано стрелять по толпе. Они делают это с большой нерешительностью. Отвратительный полк Павла I взбунтовался. 1500 человек группы движутся к Невскому проспекту, а затем решают вернуться в свои казармы. Утром 12 марта взбунтовался Волынский полк, за ним полк Преображенского и гвардейские сапёры. Окруженные бунтовщиками всех мастей, они выходят на улицы и берут под свой контроль центр города. На их сдерживание отправляется отряд под командованием полковника Александра Кутепова, но он быстро был полностью разбит. В Таврическом дворце, где заседает Дума, Лейбористская партия Александра Керенского берёт ситуацию под свой контроль и формирует временный комитет. Правительство, назначенное Николаем II, уже ничего не контролирует и распадается само по себе. В это время группа социал-демократов основала власть, параллельную Думе, Совет рабочих и солдатских депутатов, в состав которого входили, в частности, меньшевики Николай Чхеидзе и Матвей Скобелев, а также Лейбористская партия Керенского.
Утром 13 марта, Николай II выехал в Царское Село. Он приказал генералу Иванову стянуть отряды с фронта и отбить Петроград у повстанцев. Но Иванов не торопится это делать. Прогрессивный депутат Александр Бубликов захватывает Министерство путей сообщения и телеграфную систему. После этого он объявляет Москве и остальной России, что в Петрограде началась революция, и приглашает их присоединиться к ней. В Москве быстро люди начинают присоединяться. Царское Село, где находится императорская резиденция, попадает в руки революционных сил. Императрица всё ещё находится там со своими больными корью детьми. Николай II всё ещё находится в поезде, едущем туда, и цель Бубликова ― помешать ему добраться туда. Станции теперь контролируются революционерами, и об этом сообщает Николай, который решает повернуть назад и вернуться в Царское Село другим путём. Тем временем генерал Алексеев, думая, что в Петроград вернулось спокойствие, отдаёт приказ остановить военный конвой Иванова на пути в столицу.
14 марта, когда Николай II прибыл на Псковский вокзал в Петрограде, уже вспыхнуло соперничество между двумя властями, думским комитетом и Советом рабочих депутатов. В то время как первый просит солдат снова подчиняться офицерам, второй издает Приказ № 1, который побуждает солдат избирать комитеты, которые будут подчиняться офицерам только в том случае, если приказы не противоречат их требованиям. Однако комитет Думы удовлетворился бы конституционной монархией (без Николая II), а Совет хочет быть республикой.
15 марта было провозглашено Временное правительство (министром юстиции там был Александр Керенский) и было ясно, что оно будет жёстко контролироваться Советом. Гучков и Шульгин едут в Псков требовать отречения государя, чего добиваются довольно легко.
16 марта в Петроград прибыл манифест об отречении. Несколько членов Временного правительства (включая Керенского) отправились к Великому князю Михаилу и убедили его по очереди отречься от престола. Будущее Учредительное собрание примет решение об обнародовании новой Конституции России.
Тем временем революция обосновывается на Балтийском флоте. Хотя офицерство и высшее командование выступили за Временное правительство, матросы подняли мятеж и расстреляли десятки офицеров. 17 марта числа адмирал Непенин, командующий флотом, был убит своими людьми. Не без труда их успокоил посланник Временного правительства Родичев. В последующие дни мы видим, что Совет пытается контролировать решения и действия этого правительства. Он хотел, среди прочего, отправить царя и его семью в Англию. РСФСР вынуждает его арестовать их. В итоге, Николай II и его семья находятся под домашним арестом в Царском Селе.
От имени Петроградского Совета рабочих и солдатских депутатов в Европу послан интернационалистский Манифест «К народам мира». Революция разливается по всей стране, автор показывает фронт, деревню, железные дороги, Церковь, донских казаков, волжское купечество и возвращается каждый раз в Петроград, где читатель наблюдает, как самозваный Исполком фактически контролирует и направляет Временное правительство. В редакции «Правды» идут разногласия верного ленинского последователя Шляпникова и прибывшего из сибирской ссылки Каменева, на тему свергать Временное правительство или поддерживать. Ленин из Цюриха сговаривается через германского посла о своём безпрепятственном проезде с группой единомышленников через воюющую Германию в Россию.